# جوني تشان
جوني تشان (بالصينية: 陈强尼) (بالإنجليزية: Johnny Chan)‏ هو لاعب بوكر صيني وأمريكي، ولد في 1957 في غوانزو في الصين.

## وصلات خارجية
- جوني تشان على موقع IMDb (الإنجليزية)
- جوني تشان على موقع قاعدة بيانات الفيلم (الإنجليزية)